# Migdón
En la mitología griega, Migdón (en griego antiguo: Μύγδων/ Mygdôn), hijo de Poseidón y de la ninfa Melia, fue un rey de los bébrices, pueblo tracio de Bitinia. Fue muerto por Heracles en el camino hacia el Ponto para completar su noveno trabajo, donde fue a buscar el cinturón de Hipólita, la reina de la Amazonas. Después de que Heracles matase a Migdón, entregó sus antiguas tierras a Lico, que cambió el nombre del lugar a Heraclea en honor a este. Tenía un hermano llamado Ámico, también un rey bébrice. Heracles tuvo un hijo llamado Berecinto con Astidamía, la hija de Migdón, después de haber matado a su padre. Otras versiones indican que Migdón era hijo de Ares con la musa Calíope.